# Снежное укрытие

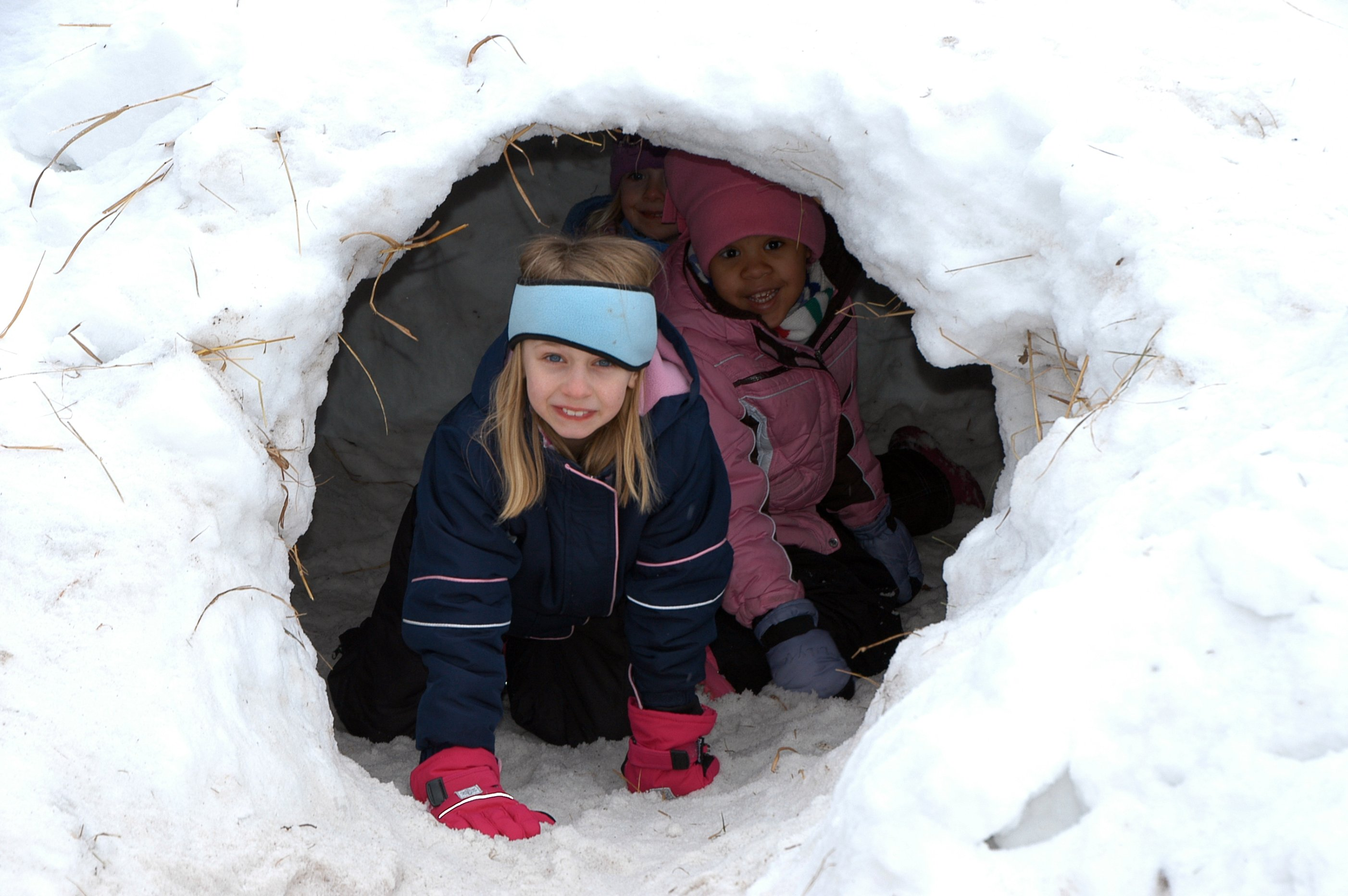
Дети в снежной пещере

Снежное укрытие — представляет собой групповое и индивидуальное временное укрытие, убежище, сделанное из снега разными методами (выкапыванием, трамбованием, выпиливанием снежных кубиков/кирпичей и т. д.). Снежные укрытия используются в горных, лыжных и таёжных походах туристами и альпинистами, а также учёными при разведке местности в качестве укрытия для бивака, ночёвки или выживания, чтобы получить защиту от холода, ветра и снегопада. Полярные авторитеты, включая и Вильялмура Стефанссона, в один голос утверждают, что «попавшего в пургу человека может спасти только вовремя построенное убежище и ничего, кроме убежища». Военными (солдатами и разведчиками) укрытия сооружаются также и в качестве маскировки.
Некоторые животные также устраивают снежные укрытия (норы, берлоги) для защиты от холода и непогоды.

## Общее описание (архитектура, конструкции, технологии)
При сильном морозе строительство снежных убежищ даже при наличии зимней палатки обязательно, поскольку палатка защищает от ветра и осадков, но не от мороза. Сооружение убежищ из снега для ночёвки часто предпочтительней, чем на открытом воздухе у костра, — на сооружение уходит меньше затрат сил и времени в сравнении с заготовкой дров для многочасового поддержания жаркого костра, но окончательный выбор тактики выживания зависит от конкретной ситуации.
При сооружении снежных укрытий — «снежная хижина», шалаш (чум), яма, пещера — вход (лаз) устраивается чуть ниже уровня пола для сохранения тепла при разведении костра, при этом углекислый газ, который тяжелее воздуха, будет выходить наружу (для удаления угарного газа необходимо предусмотреть дополнительное отверстие в потолке). Внешние щели снежных хижин и швы, вход (лаз) в яму и пещеру засыпаются рыхлым снегом, который служит хорошим изолятором. Для изоляции контакта с холодом на дно снежного укрытия укладываются ветки хвойных деревьев (лапник), мох, мягкое снаряжение, плащ-палатка, пончо, брезент и т. п.
При выборе мест возведения снежных укрытий в горах учитывается возможность схода лавины, камнепада, дождевых потоков и другие опасные факторы. При установке горной палатки или хижины из снежных блоков-кирпичей выкладывается дополнительно ветрозащитная снежная стена.
Для согрева снежного укрытия используются походные нагревательные приборы (примус, жировые лампы), свечи, таблетки сухого спирта, животные жиры (жир моржей, тюленей, медведей), торфяной дёрн, сухая трава. Температура воздуха в снежном убежище только за счёт тепла жильцов может подняться до –5°C … –10°C при морозе снаружи в -30°C … -40°C. С помощью свечей температура может быть поднята от 0°C до +5°C и более. Примусами удаётся нагревать воздух до +30°C. Однако, если цвет пламени жёлтый — скопился углекислый газ, если красный — скопился угарный газ; это сигнал для необходимости проветривания снежного укрытия.

## Виды снежных укрытий
Искусственное мобильное (заводское переносимое) популярное современное снежное укрытие — это индивидуальный бивуачный и спальный мешок, а также индивидуальная или общая зимняя палатка, вмещающая два и более человек.
Естественные снежные укрытия — это: природные ямы, ложбинки, углубления, отдельные выступы скал, ниши в скалах и под валунами в осыпях, выемки под навесами крутых берегов водоёмов, полости между ледником и скалой, ледовые трещины и другое, однако есть риск присутствия ядовитых насекомых и животных, а  при потеплении риск внезапного появления воды. При отсутствии естественных снежных укрытий людьми для их временного укрытия могут быть построены сооружения из подручного строительного материала (снега) следующих типов:
- Снежное укрытие открытого типа:
  - «снежная хижина» (квинзи, снежный чум), снежная траншея[~ 3], снежная яма[~ 3]
- Снежное укрытие закрытого типа:
  - Снежная пещера[~ 3], снеговая нора[~ 8] (берлога[~ 1])
- Снежное укрытие блочного типа:
  - иглу

### Факторы выбора типа укрытия
При невысоком снежном покрове, но достаточном количестве снега скатываются снежные валы или комья из которых возводится снежная стена до 1,5 метров высотой и 2,0—2,5 метра длиной перпендикулярно ветру. При недостаточном количестве снега для постройки укрытия, зимний ночлег организовывается «охотничьим» способом: на месте разведения костра сметается снег для прогрева земли, затем костёр сдвигается в сторону, а прогретая земля укрывается подручными материалами и средствами (лапник, мох, пончо и т. д.). Нагретая таким образом земля несколько часов сохраняет тепло для ночлега.
Если снежный наст слишком крепкий и/или снежный покров очень тонкий и не позволяет вырыть достаточно глубокую яму или траншею (на льду водоёмов, на солнечных и наветренных малоснежных местах), то для укрытия сооружается «снежная хижина». Туристы в лыжном турпоходе в безлесной зоне сооружают шалаш или чум из лыж и лыжных палок или жердей, которые втыкаются в снег или специальный стальной обруч и обёртываются сверху специальным одеялом, снежными пластинами или плотной непромокаемой тканью.

### Снеговая нора (берлога)
Наиболее простое зимнее укрытие — снеговая нора (берлога), она устраивается путём выкапывания снега из сугроба или выкладывается из комьев или валов плотного снега.

### Снежная яма
Укрытие снежная яма или отог обычно строится вокруг хвойного дерева с низко расположенным густыми ветвями, которые выполняют роль крыши. При строительстве снежной ямы вынимается снег вокруг ствола дерева до образования ямы необходимого размера и глубины, иногда до достижения земли. Уплотняется снег в верхней части и стенках укрытия для прочности, снег на дне утаптывается. Лаз ямы для дополнительной защиты сверху накрывается каркасом из жердей, либо накрывается пончо или брезентом, либо нарезаются еловые ветки (лапник) и засыпаются сверху рыхлым снегом для дополнительной теплозащиты. Дно снежной ямы также подстилается лапником для изоляции контакта с холодным дном и снегом.
Снежная яма устраивается на ровной поверхности, выкапывается сначала вертикальный колодец, затем горизонтальные галереи. Небольшие размеры снежной ямы (глубина, ширина и длина, как правило, не менее метра) позволяют расположиться для кратковременного отдыха согнувшись лёжа, как правило, одному человеку; для более длительного отдыха и/или двух-четырёх жильцов роются снежные пещеры, позволяющие находиться в ней нескольким людям в положении и лёжа, и сидя; для трёх-пяти жильцов и/или длительного (сезонного) проживания строятся снежные хижины. В горах снежная яма выкапывается в снежном заносе (сугробе) или на большом склоне.

### Снежная пещера (тоннель), полупещера

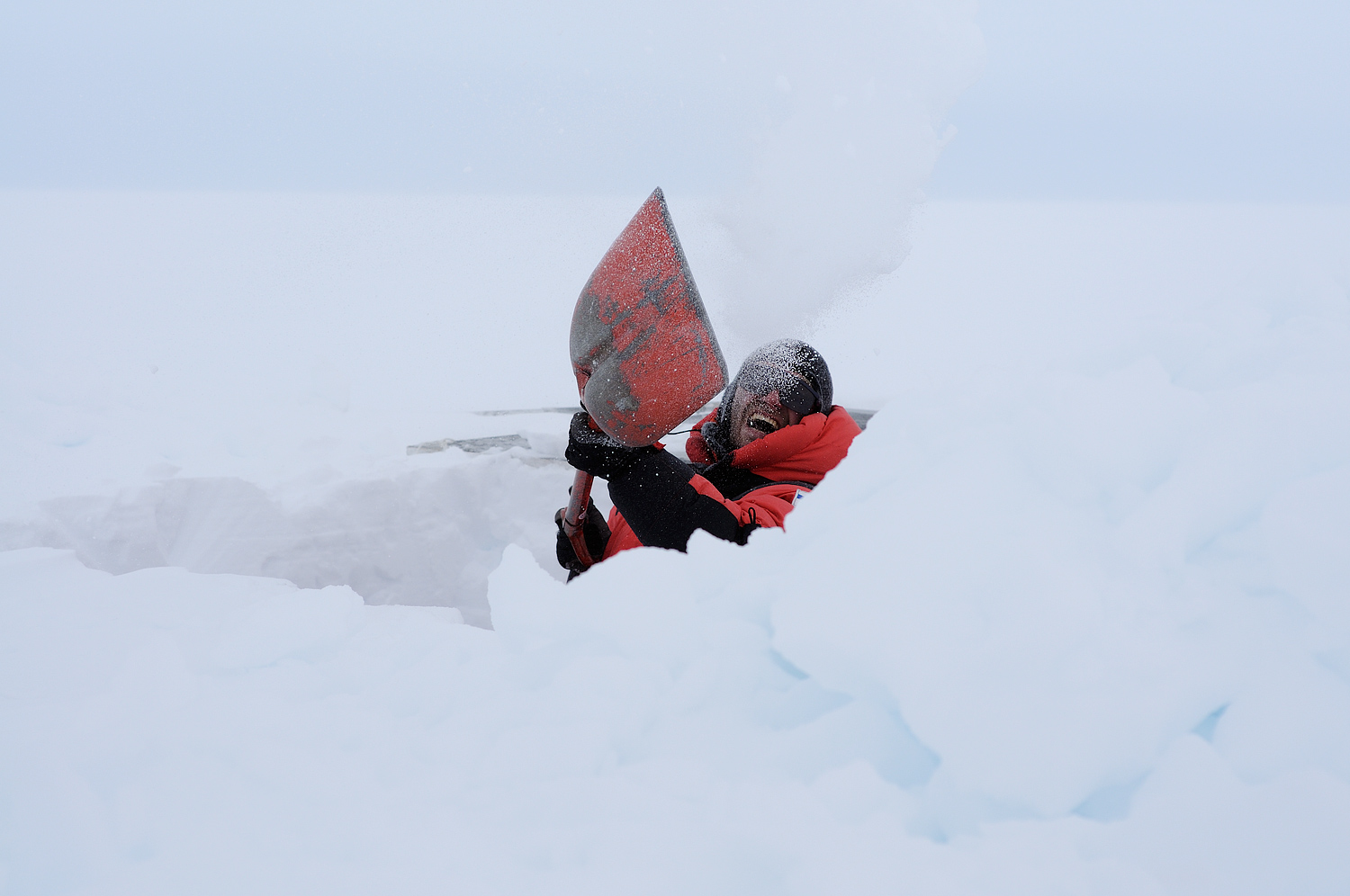
Исследователь копает снежную пещеру для фотографирования снежных кристаллов на финской станции Абоа на Земле Королевы Мод в Антарктиде

Укрытие снежная пещера (тоннель), полупещера устраивается путём выкапывания снега из сугроба. По окончании работ вход (лаз) в снежную пещеру закрывается снежными кирпичами (блоками, выпиленными из слежавшегося снега), пончо или брезентом. Построенное таким образом снежное укрытие может помочь туристам выжить, дожидаясь длительный период времени помощи спасателей.
Снежная пещера обычно роется в снежном надуве без участков льда глубиной не менее 2 м; по окончании работ пещера закрывается стенкой из плотно уложенных снежных блоков (кирпичей), проделывается лаз и отверстие для вентиляции воздуха. При большой группе жильцов или при рыхлом снеге роются две пещеры рядом небольших размеров для большей безопасности и предотвращения их обрушения, затем они соединяются проходом (лазом).

### Снежная траншея
Снежная траншея обычно устраивается в лесисто–болотистой местности у подножий больших деревьев при высоком снежном покрове. По окончании работ вход (лаз) накрывается импровизированной крышей (на лыжи или жерди укладывается брезент и засыпается сверху снегом), дно выстилается лапником.